# Pertuis
Pertuis település Franciaországban, Vaucluse megyében, a Luberon hegy közelében és a Durance partján. Lakosainak száma 19 764 fő (2022. január 1.). Pertuis Jouques, Meyrargues, Peyrolles-en-Provence, Le Puy-Sainte-Réparade, La Bastidonne, Ansouis, Mirabeau, La Tour-d’Aigues és Villelaure községekkel határos.
A város neve a latin Pertusum származik, jelentése "lyuk", "átjáró".

## Népesség
A település népességének (Pertuisiens) változása:
| Lakosok száma | 19 498 | 19 645 | 20 527 | 20 380 | 20 397 | 20 557 | 20 498 | 20 012 | 19 764 |
|               | 2013   | 2015   | 2016   | 2017   | 2018   | 2019   | 2020   | 2021   | 2022   |